# 2018年宿霧那牙山體滑坡
2018 年9月20日，菲律宾那牙出現因暴雨和采石作业引发的山体滑坡，造成78人死亡，另有五人失踪。这是菲律賓五天内发生的第二起致命山体滑坡；第一起发生于9月15日本格特省的伊托贡，由颱風山竹引发，造成至少35人死亡。